# Eliécer Ellis
Eliécer Ellis (nacido el 13 de diciembre de 1945 en Santiago de Veraguas ) es un exjugador de baloncesto panameño.

## Trayectoria
Nacido en Santiago de Veraguas en el año 1945, Eliécer se inicia en el básquet en la escuela primaria bajo la inducción del maestro Alvin Díaz. Jugó béisbol y fútbol, pero sin dejar a un lado su deporte favorito. En el Campeonato Nacional de 1964 en Santiago, “Che” Ellis tuvo una destacada actuación, cuando Veraguas se corona campeón por primera vez, venciendo al poderoso quinteto de Panamá, 64-52, en ambas ramas. Una vez finaliza el campeonato es llamado por la federación, donde participa con la Guardia Nacional en categoría mayor, siendo parte de la selección que va al hexagonal en Venezuela. Allí se codea con equipos de la talla de Brasil y Argentina, y logra un honroso tercer lugar en esta competición. Los estudios y el baloncesto fueron una gran combinación, que llevaron a Eliécer a obtener su diploma de maestro en Educación Física en la Escuela Normal Superior José Abelardo Núñez, ubicada en Chile. Allí también ayudó a su equipo a ascender a primera división. Luego de su estadía en Sudamérica, regresa a Panamá, donde obtiene un grado en la Universidad de Priston, siendo All-Star por tres años consecutivos. En la Universidad de Panamá obtiene un título de grado de profesor de Educación Física, además de seminario de organizador y entrenador FIBA. Laboró en el Instituto Fermín Naudeau, y en la escuela Fe y Alegría. Por sus actuaciones en el tabloncillo internacional, el “Che” Ellis nuevamente fue llamado a formar parte del equipo nacional para Juegos Centroamericanos, Juegos Bolivarianos de 1965, X Juegos Centroamericanos y del Caribe y en los Juegos Panamericanos de 1967, donde Panamá logró la medalla de bronce, detrás de Estados Unidos y México. Ese equipo estuvo dirigido por el técnico Francisco “Lengüita” Prados. Esta es la medalla más valiosa que posee el baloncesto panameño en toda su historia. Un año después, su nombre queda grabado con letras doradas, ya que por primera y única vez un equipo panameño logra ganar su cupo para los Juegos Olímpicos de 1968. Al finalizar su carrera, Ellis es uno de los pocos atletas istmeños que logra completar el ciclo olímpico, también participó en Copas Latinas con un quinteto creciente, en las que logra ganar por primera vez en seis años el trofeo de campeón. Actualmente, Ellis labora como técnico en el Instituto Panameño de Deportes (Pandeportes), demostrando que su amor y pasión por el baloncesto también se puede vivir transmitiéndoles enseñanzas a las nuevas generaciones del básquet istmeño.